# Lier (stacja kolejowa w Norwegii)
Lier – stacja kolejowa w Lier, w regionie Buskerud w Norwegii, jest oddalona od Oslo Sentralstasjon o 36,8 km.

## Ruch pasażerski
Leży na linii Drammenbanen. Jest elementem  kolei aglomeracyjnej w Oslo. Przez stację przebiegają pociągi linii 400, 440 i 450.  Stacja obsługuje Oslo Sentralstasjon, Kongsberg, Drammen, Asker, Lillestrøm, Dal, Kongsberg I Eidsvoll.
Pociągi linii 400 odjeżdżają co pół godziny w szczycie i co godzinę w pozostałych porach dnia; od Asker jadą trasą Askerbanen a między Oslo a Lillestrøm jadą trasą Gardermobanen.
Pociągi linii 440 odjeżdżają co godzinę; od Asker jadą trasą Askerbanen a między Oslo a Lillestrøm jadą trasą Gardermobanen.
Pociągi linii 450 odjeżdżają co godzinę; od Asker jadą trasą Askerbanen a między Oslo a Lillestrøm jadą trasą Gardermobanen.

## Obsługa pasażerów
Wiata, parking na 200 miejsc, parking rowerowy, przystanek autobusowy linii 73. Odprawa podróżnych odbywa się w pociągu.